# تي. فنتون ونايت
تي. فنتون ونايت هو سياسي أمريكي، ولد في 1882، وتوفي في 7 يوليو 1954.